# لیپوپروتئین کم‌چگالی
لیپوپروتئین‌های کم‌چگالی یا ال‌دی‌ال (به انگلیسی: Low Density Lipoprotein) (در زبان عامه: چربی‌های بد) دسته‌ای از لیپوپروتئین‌ها هستند که کلسترول را به بافت‌های خارج کبدی انتقال می‌دهند. مقادیر سرمی بیش از حد این چربی‌ها ارتباط مستقیم با بروز بیماری‌های سرخرگ کرونری دارد.